# Йерские острова
Йе́рские острова (фр. Iles d’Hyères) — группа небольших островов южнее Йерского рейда Средиземного моря, в Южной Франции, рядом с городом Йер. Входят в департамент Вар. Общая площадь островов — 28,99 км².
Йерские острова также называют Золотыми из-за цвета скал, высовывающихся из воды.
4 июля 1796 года и 13 февраля 1814 года близ островов произошли два небольших морских сражения между кораблями Королевского военно-морского флота Великобритании и Военно-морского флота Франции.

## Острова

Карта Йерских островов

Леван, восточный и наименьший, до 129 м высоты, густо порос лесом и интересен в минералогическом отношении по нахождению кристаллов граната, турмалина, титана и др. На острове маяк, в XIX веке была колония малолетних преступников. Поркероль, западный, 8 км длины, 2 км ширины; на нём сильные укрепления, маяк.
- Остров Поркероль (Porquerolles) — 12,54 км²;
- Остров Пор-Кро (Port-Cros) — 6,50 км²;
- Остров Баго (Île du Bagaud) — 0,45 км²;
- Остров Леван (Île du Levant) — 9,00 км².

## Галерея

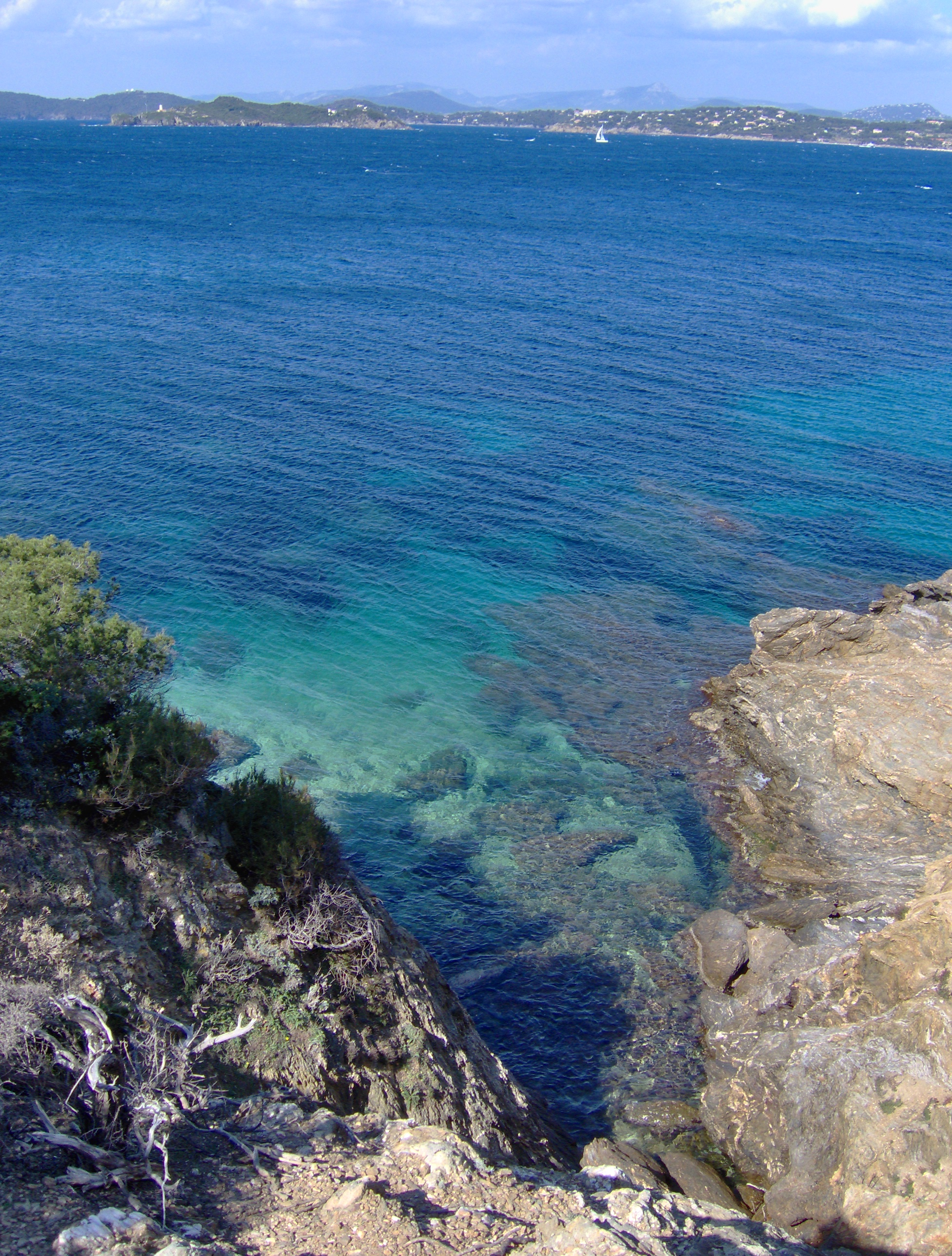
Остров Поркероль
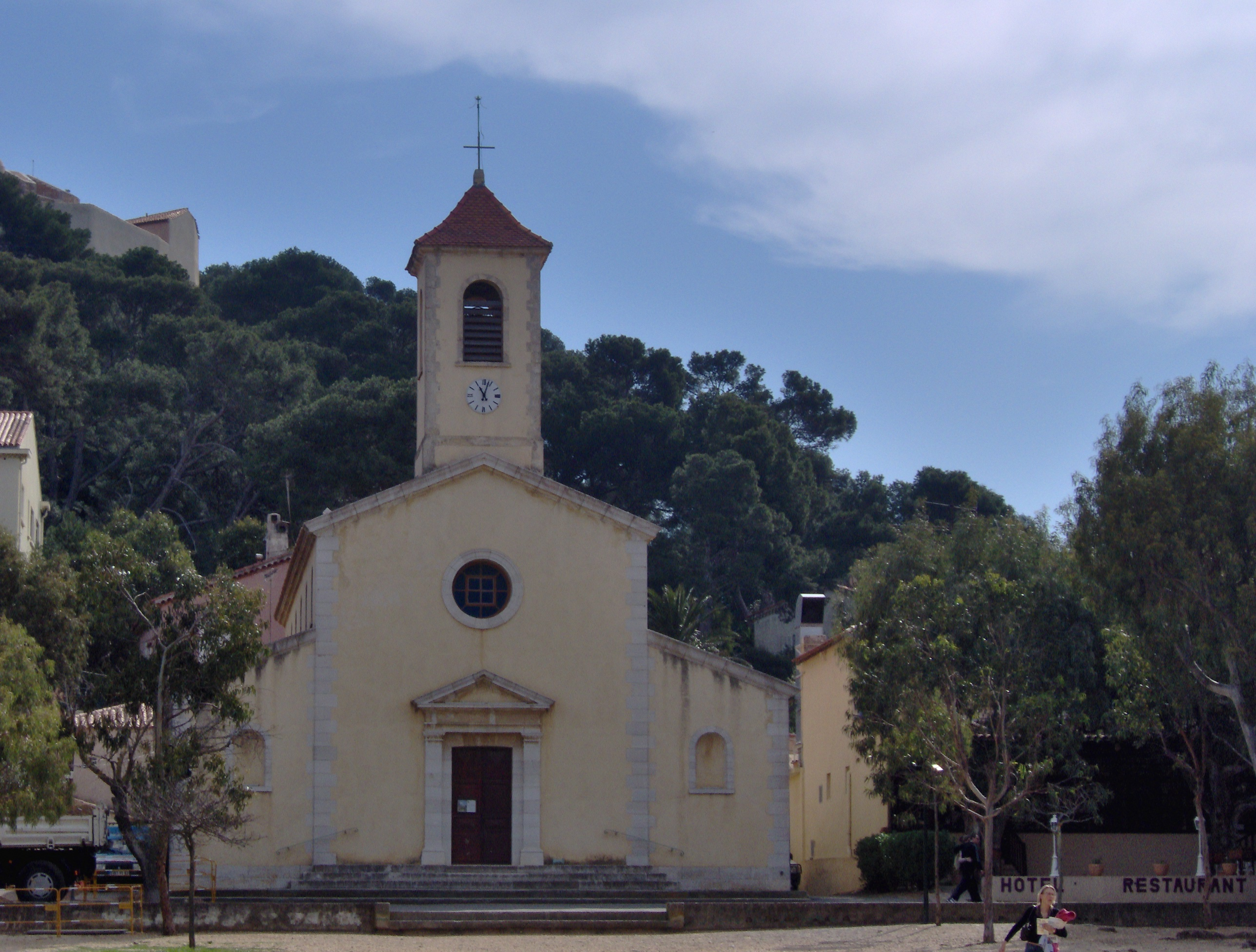
Остров Поркероль
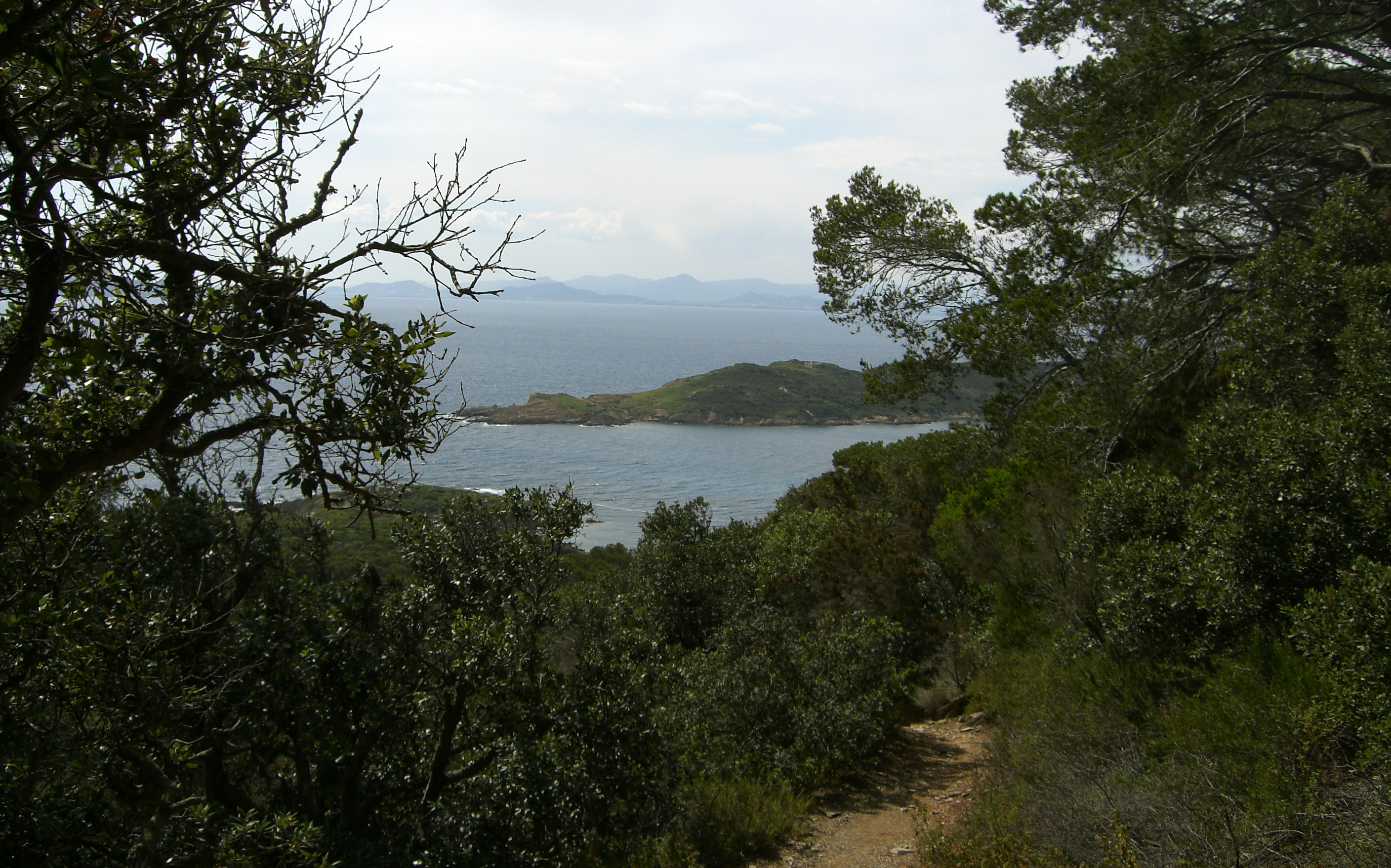
Остров Пор-Кро
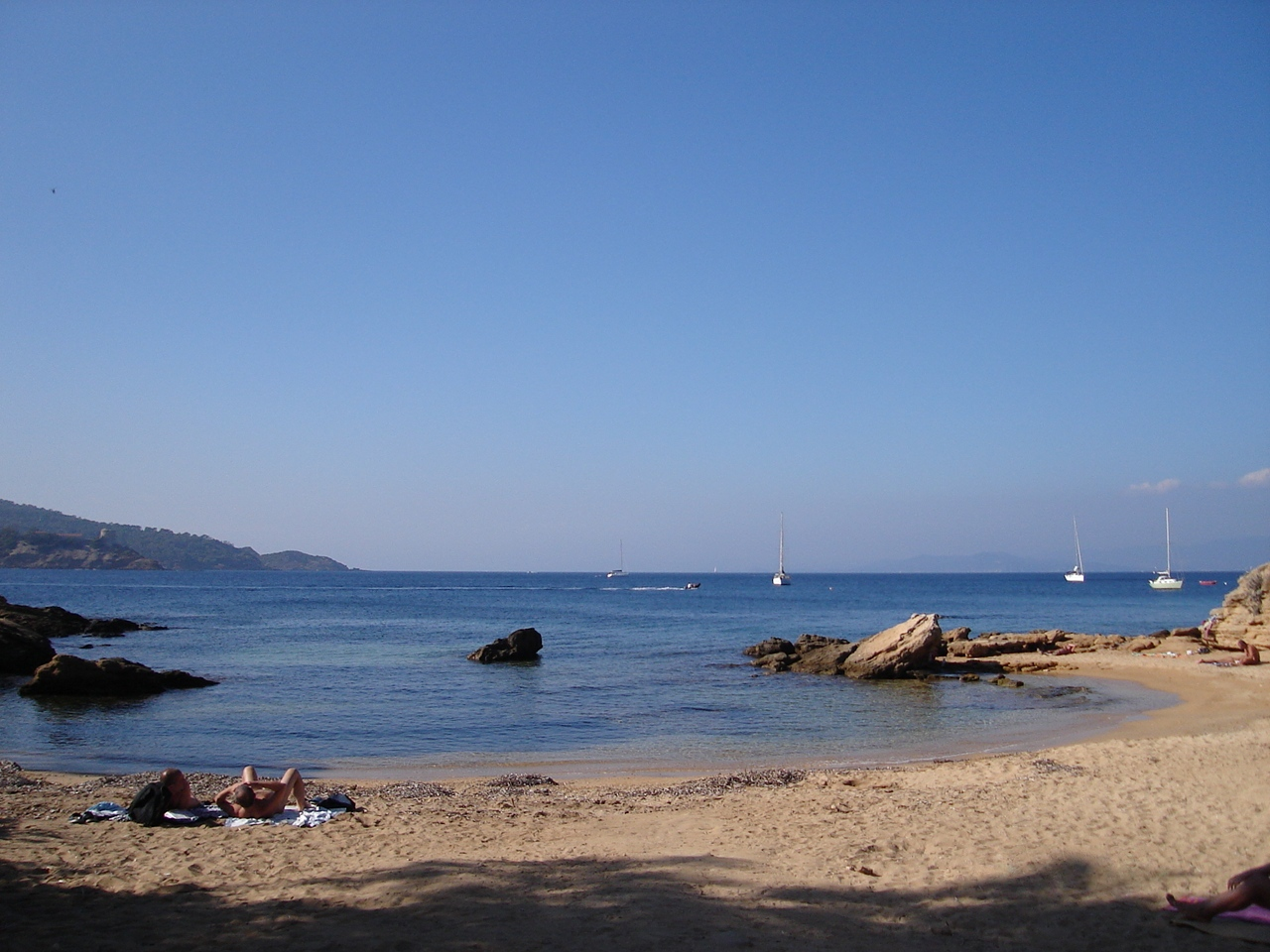
Остров Леван